# Land van Cuijk
Land van Cuijk es un municipio de la provincia de Brabante Septentrional, Países Bajos, formado a partir de la fusión de Boxmeer, Cuijk, Sint Anthonis, Mill en Sint Hubert y Grave . El municipio se fundó el 1 de enero de 2022. Pertenece a la región de De Peel.
El municipio está orientado principalmente hacia la ciudad de Nimega. Un dialecto distinto se habla en todo el Land van Cuijk.

## Geografía
En el año 2022, las zonas que abarca el municipio tienen una población aproximada de 90 mil personas.  El municipio limita con Wijchen y Heumen al norte, Mook en Middelaar, Gennep y Bergen al este, Venray al sur y Oss, Maashorst, Boekel y Gemert-Bakel al oeste. Se compone de 34 núcleos de población principales.

## Topografía
Mapa topográfico neerlandés del municipio de Land van Cuijk, 2021.

## Historia
El territorio de Land van Cuijk fue entregado en prenda a Guillermo el Silencioso en 1559. Durante la Guerra de los Ochenta Años, Grave fue conquistada en 1602 por Mauricio de Nassau, más tarde Príncipe de Orange. El Land van Cuijk permaneció en una posición no definida entre los Países Bajos españoles y los Países Bajos hasta que se unió a las Provincias Unidas de los Países Bajos en el Tratado de Münster en 1648. Se añadió al Staats-Brabant: un territorio general que era administrado desde La Haya por los Estados Generales de la República.
La religión católica fue suprimida (pero tolerada) y las iglesias fueron tomadas por el puñado de protestantes que gobernaban. Los católicos dependían inicialmente de una iglesia fronteriza en Oeffelt, para poder mudarse después de 1672 a una iglesia granero en Molenstraat.
Después de la fundación de la República de Bátava en 1795, todos los señoríos fueron abolidos. El Land van Cuijk pasó a formar parte del Brabante Bátavo.

## Nombre
El nombre Land van Cuijk hace referencia al antiguo señorío del mismo nombre. El señorío limitaba con el río Mosa y Peel y constaba de dos zonas separadas entre sí por el señorío de Boxmeer.

## Política
Las primeras elecciones municipales se celebraron el 24 de noviembre de 2021.

## Núcleos y población
Número de habitantes por zona residencial a 1 de enero de 2023:
| Núcleo        | Habitantes 2023 |
| ------------- | --------------- |
| Beers         | 1.775           |
| Beugen        | 1.930           |
| Boxmeer       | 12.545          |
| Cuijk         | 18.765          |
| Escharen      | 1.235           |
| Gassel        | 1.205           |
| Grave         | 8.620           |
| Groeningen    | 515             |
| Haps          | 2.890           |
| Holthees      | 560             |
| Katwijk       | 490             |
| Landhorst     | 725             |
| Langenboom    | 2.300           |
| Ledeacker     | 635             |
| Linden        | 270             |
| Maashees      | 910             |
| Mill          | 6.330           |
| Oeffelt       | 2.380           |
| Oploo         | 1.885           |
| Overloon      | 4.080           |
| Rijkevoort    | 1.695           |
| Sambeek       | 1.855           |
| Sint Agatha   | 490             |
| Sint Anthonis | 4.260           |
| Sint Hubert   | 1.420           |
| Stevensbeek   | 770             |
| Velp          | 1.450           |
| Vianen        | 1.270           |
| Vierlingsbeek | 2.575           |
| Vortum-Mullem | 785             |
| Wanroij       | 2.990           |
| Westerbeek    | 710             |
| Wilbertoord   | 1.095           |